# La Creu del Grau
La Creu del Grau és el nom d'un barri de l'est de la ciutat de València inclòs dins el districte de Camins al Grau. Es troba delimitat per l'avinguda del Port al nord, el carrer d'Eivissa a l'est, l'avinguda de França, el carrer de Menorca i l'avinguda de les Balears al sud, i finalment el carrer de Lebon a l'oest. Limita amb quatre barris: Aiora al nord, El Grau a l'est, Penya-Roja al sud, i el Camí Fondo a l'oest. El 2009 la seua població era de 15.343 habitants. Els principals carrers que travessen el barri són el carrer de les Illes Canàries d'est a oest pel nord del barri, el carrer del Pintor Maella de sud a nord, i els carrers de Rodrigo de Pertegàs i de Carolina Álvarez d'oest a est pel sud del barri.

## Nom
Pren el seu nom de la històrica "Creu Coberta del Grau" que es trobava al vell camí del Grau des del segle xiv, igual que la Creu Coberta del carrer de Sant Vicent Màrtir al sud de la ciutat, la Creu Coberta de Mislata a l'oest i la Creu Coberta d'Almàssera al nord. Al llarg de la història esta creu ha estat traslladada, restaurada i reconstruïda diverses vegades, per tant en l'actualitat no queda rastre de la coberta ni de l'original creu gòtica de pedra, que ha estat substituïda per una reproducció en ferro sobre pedestal de pedra a l'altura del número 119 de l'avinguda del Port.

## Història
Forma part dels Camins al Grau, ja que va nàixer a partir del creixement de la ciutat direcció est cap a la mar i els poblats marítims com el del Grau. El nord del barri era travessat pel Camí Vell del Grau i, des de 1802, pel Camí Nou del Grau, mentre que al sud limitava aproximadament amb el Camí Fondo del Grau, pròxim a l'actual avinguda de les Balears. El límit oriental del barri el marcaven les vies del ferrocarril que separava el poblat marítim del Grau de la resta de la ciutat, actualment soterrades baix el carrer d'Eivissa.
Aquesta zona estava formada per camps d'horta regats per ramals de la séquia de Mestalla, però en les proximitats de l'avinguda del Port van créixer indústries allunyades en principi de nuclis urbans i a causa de la proximitat del port de València. Una d'aquestes indústries va ser la de Gas Lebon, de la qual encara queda algun rastre envoltada de blocs d'edificis residencials, amb un parc municipal projectat.

## Elements importants

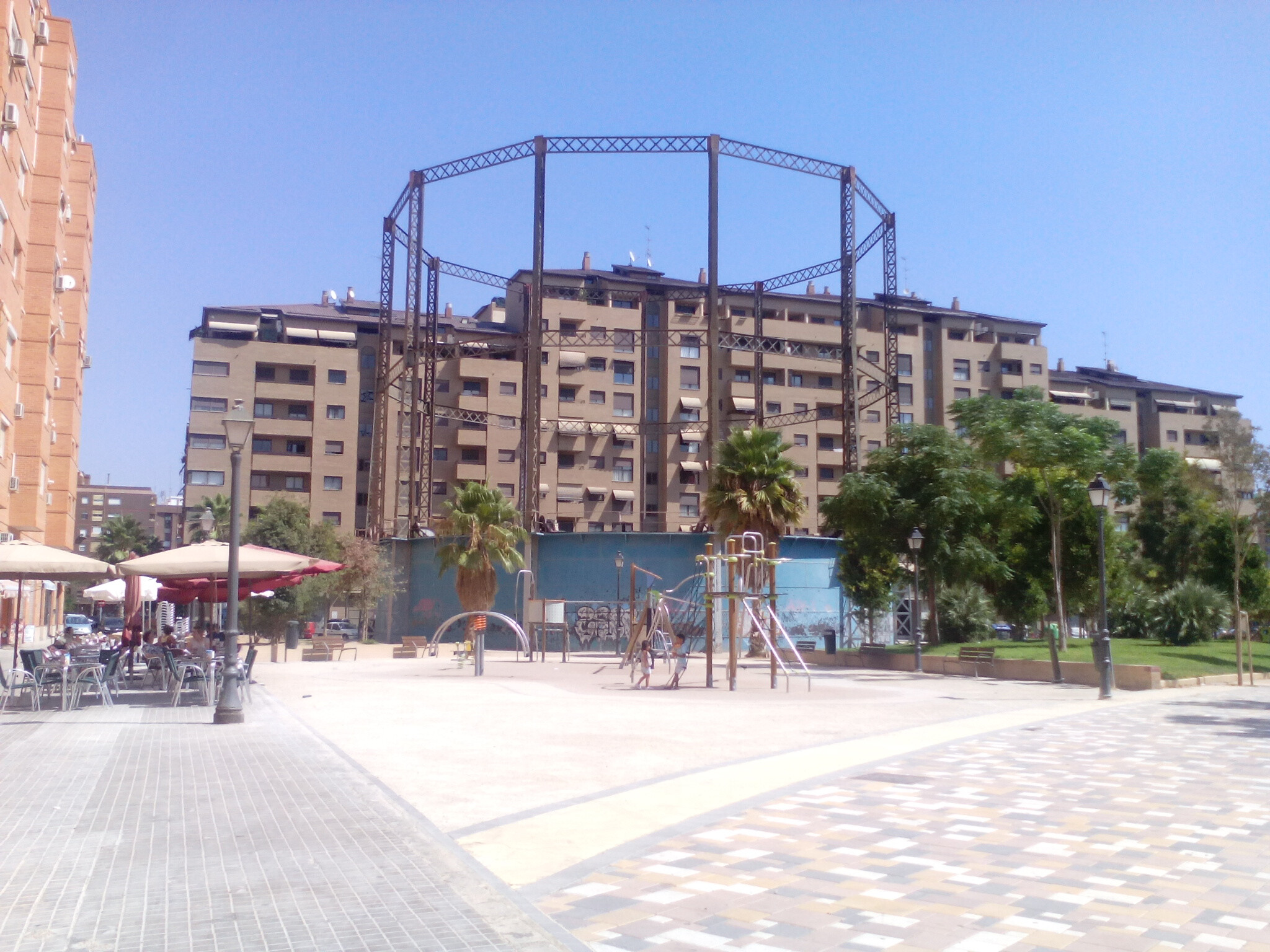
Antic deposit de Gas Lebon, situat en un parque infantil del barrí de La Creu del Grau.

La Creu del Grau està situada a l'extrem nord-oest del barri, a l'altura del número 119 de l'avinguda del Port. Es tracta d'una reproducció de l'original però sense coberta i en ferro sobre un pedestal en pedra decorat amb escuts antics de la ciutat i figures de sants. Junt a la creu i una gasolinera es troba l'Hotel Abba Acteon de 4 estreles, al carrer de Vicente Beltrán Grimal.
Entre els carrers de Fuencaliente i de Pere II el Cerimoniós el troben les restes de l'antiga fàbrica de Gas Lebon i actual parc-jardí. Al sud-est del barri, a l'avinguda de les Balears està l'IES Marítim, i l'IES Balears, amb un tram del vell Camí Fondo del Grau a la part de darrere de l'institut.

## Transports
Està projectat que en el futur la línia 6 del tramvia orbital de MetroValencia travesse el barri de sud a nord pel carrer del Pintor Maella.
En l'actualitat donen servei al barri les línies de l'EMT de València: la línia 35 pel sud i l'interior del barri, les línies 1, 19 i N9 pel carrer d'Eivissa, les línies 2, 3, 4, 30 i N8 pel carrer de les Illes Canàries i l'avinguda del Port.